# Gimialcón
Gimialcón – gmina w Hiszpanii, w prowincji Ávila, w Kastylii i León, o powierzchni 19,05 km². W 2011 roku gmina liczyła 94 mieszkańców.